# NGC 5010
NGC 5010 är en elliptisk galax cirka 140 miljoner ljusår från jorden i stjärnbilden Jungfrun. Den upptäcktes den 9 maj 1831 av John Herschel. Den anses vara en lysande infraröd galax (LIRG). Eftersom galaxen har få unga blå stjärnor och mestadels röda gamla stjärnor och stoft, övergår den från att vara en spiralgalax till att vara en elliptisk galax, där dess spiralarmar har brunnit ut och blivit stoftarmar. Ur jordens perspektiv ses galaxen nästan från sidan.